# Oh!黄金サービス
『Oh!黄金サービス』（おー!ごーるでんサービス）は、1996年4月から1996年9月までフジテレビ系列で放送されていたバラエティ番組である。放送時間は毎週月曜の24:20 - 24:50の30分間。出演者は今田耕司、東野幸治、板尾創路。

## 番組概要
当番組が開始する直前の半年間放送されていた帯番組『冒冒グラフ』と、今田、東野、板尾という出演者は同じだが、コント中心だった『冒冒グラフ』に対し、当番組はトークが中心の企画が放送された。『冒冒グラフ』のように、「3menMC」「どっちが見たいかコンテスト」では当時吉本興業が所有していた渋谷公園通り劇場で客を入れて収録されていた。

## 主なコーナー
3menMC
ひとりのゲストを招き、レギュラー3人が交代で1対1のトークを行う。トークをしていない2名はヘッドホンを着用させられ、トーク内容を聞くことはできない。ゲストには石立鉄男らが出演した。
どっちが見たいかコンテスト
AとBの2つのカーテンがあり、それぞれの奥に女性が待機している。ただし、カーテンを開けられるのはどちらか一方のみ。双方のプロフィールを参考に3人がイメージを働かせて、多数決で見たい女性を決定する。
街角ビンゴ
3人が特製ビンゴカードを持ちながら街を練り歩き、カードに書いてある事柄に遭遇すればカードに穴を開けられる。あとはビンゴと同じルールで、勝者にはルールにちなんだ賞品が贈られた。街を歩かず特定の場所で行われることもあり、その場合は「面白ビンゴ」というタイトルだった。
- ビンゴのルールの一例
  - 表札ビンゴ - カードには名字が書かれ、表札や郵便受け等に書かれた名字が有効となる。第1回でのルール。
  - 動物ビンゴ - カードには動物名が書かれ、その動物の看板・ポスター・人形などを見つければ有効となる。本物の動物は無効。
  - 漫画ビンゴ - カードには漫画のタイトルが書かれ、3人が訪れた喫茶店や理容室などにその漫画の単行本が置いてあれば有効となる。
  - 野球ビンゴ - 実際の野球の試合を観戦し、カードに書かれたプレイや状況（「レフトフライ」「代打ホームラン」「二死満塁」など）が出れば有効となる。
  - 有線ビンゴ - 3人が有線放送のオペレータとなり、電話で直接リクエストを受けた曲名がカードにあれば有効となる。
  - 表札で動物ビンゴ - カードには動物名が書かれ、表札等に書かれた名字に隠れている動物名が有効となる。「斉藤（サイトウ）」なら「サイ」「イトウ」「ウ」が有効。レギュラー放送最終回でのルールだった。
  - 釣りビンゴ - 3人が漁船に乗り、実際に釣り上げた魚介類がカードにあれば有効となる。レギュラー放送終了後の深夜特番で行われたルール。

## テーマ曲
- (曲名不明)/the golden service（今田耕司・東野幸治・板尾創路） - オープニングテーマ
- つばさ/VANILLA - エンディングテーマ

| フジテレビ 月曜24:20 - 24:50枠                                                | フジテレビ 月曜24:20 - 24:50枠 | フジテレビ 月曜24:20 - 24:50枠 |
| 前番組                                                                        | 番組名                         | 次番組                         |
| ----------------------------------------------------------------------------- | ------------------------------ | ------------------------------ |
| UN FACTORY ソムリエ （月〜木24:20 - 24:35）冒冒グラフ （月〜木24:35 - 24:50） | Oh!黄金サービス                | APAヒロミの大人の遊び方        |